# Lübecker Straße 135 (Magdeburg)

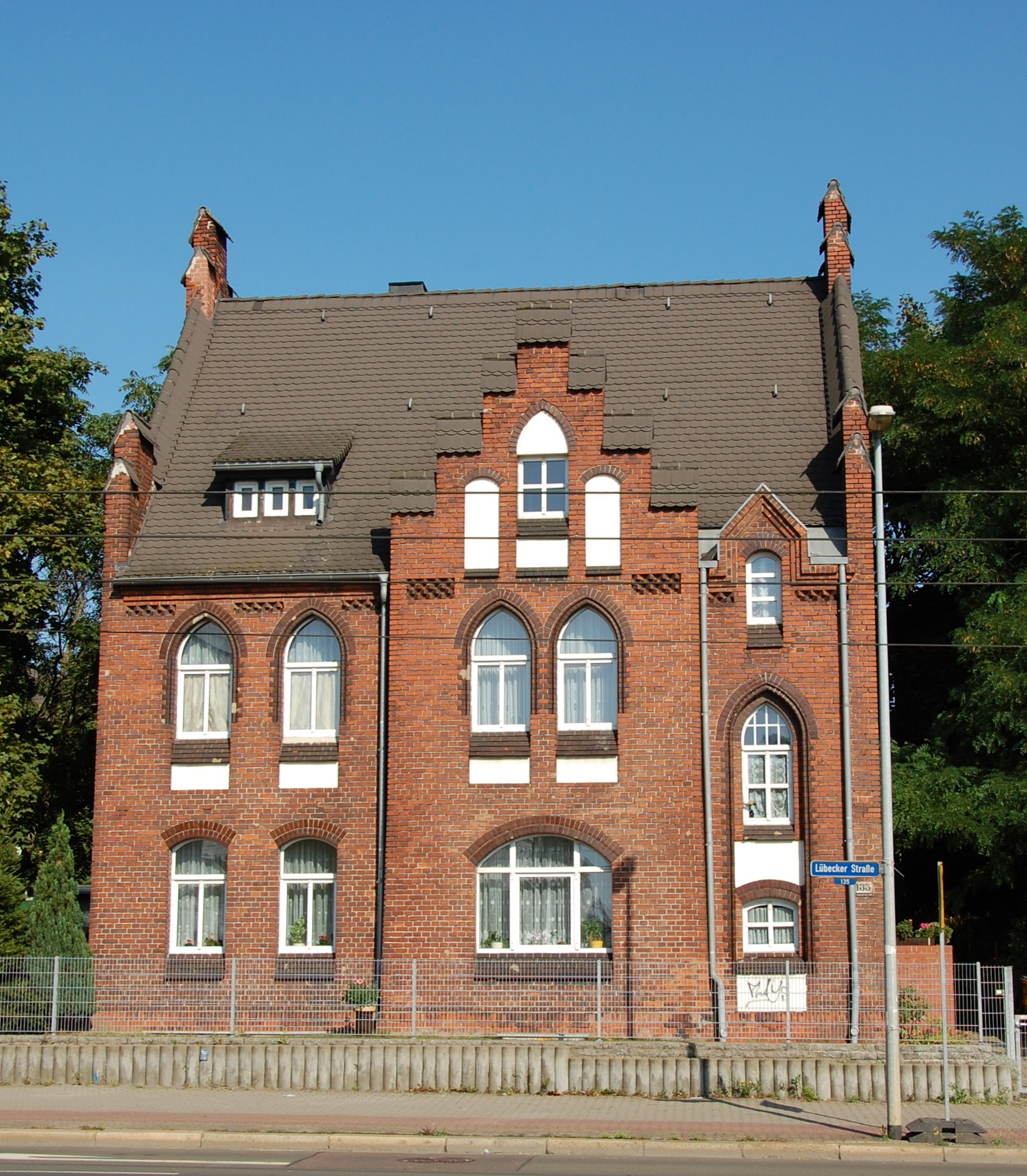
Lübecker Straße 135

Das Gebäude Lübecker Straße 135 ist ein denkmalgeschütztes Bahnwärterhaus in Magdeburg in Sachsen-Anhalt.

## Lage
Das Gebäude befindet sich auf der Ostseite der Lübecker Straße an deren südlichen Ende im Magdeburger Stadtteil Neue Neustadt. Unmittelbar südlich des Hauses verläuft die Bahnstrecke Berlin–Magdeburg, die hier über die Eisenbahnbrücke Lüneburger Straße die Lüneburger Straße überbrückt. In der Nähe befinden sich mit dem Bahnhof Magdeburg-Neustadt und dem Dienstwohnungsgebäude Laaßstraße 2, 3 weitere Bauten mit Bezug zur Eisenbahn.

## Architektur und Geschichte
Das zweigeschossige rote Backsteingebäude entstand in den Jahren 1901/02 im Zusammenhang mit der Errichtung des etwas weiter östlich gelegenen Bahnhofs Magdeburg-Neustadt. Es ist traufständig zur Lübecker Straße ausgerichtet und diente zur Unterbringung zweier Dienstwohnungen für mittlere Beamte des Königlichen Eisenbahnfiskus.
Der im Stil der Neogotik gestaltete Bau wurde von der Königlichen Eisenbahndirektion der Preußischen Staatseisenbahnen errichtet. Die fünfachsige Fassade wird von hellen Putzspiegeln, die zum Teil in Form von Spitzbögen angelegt sind, gegliedert. Zur Straße hin besteht asymmetrisch ein in die dritte und vierte Achse gesetzter flacher, von einem Staffelgiebel bekrönter Risalit. Im Erdgeschoss des Hauses sind die Fenster als Segmentbögen, im Obergeschoss als Spitzbögen ausgeführt.
An den Giebelseiten und auf den Spitzen der Giebel befinden sich kleine gestaffelte Ziergiebel. Während die Fassade der südlichen Stirnseite ebenfalls aufwendig gestaltet ist, ist die Nordseite schlichter ausgeführt. Bedeckt ist das Haus mit einem hohen Satteldach.
Im örtlichen Denkmalverzeichnis ist das Gebäude unter der Erfassungsnummer 094 82224 als Bahnwärterhaus verzeichnet.